# Sailor Moon Eternal
Sailor Moon Eternal é um filme japonês de duas partes baseado no arco Dream do manga de Sailor Moon de Naoko Takeuchi, tratando-se de uma continuação direta do anime Sailor Moon Crystal e servindo como uma quarta temporada do anime. Ambas as duas partes do filme são dirigidas por Chiaki Kon, escritas por Kazuyuki Fudeyasue e produzidas pela Toei Animation e a Studio Deen. O primeiro filme estreou a 8 de janeiro de 2021, enquanto que o segundo filme estreou a 11 de fevereiro de 2021.
A 3 de junho de 2021 foi lançado mundialmente via streaming pela Netflix com legendagem portuguesa em Portugal e dublagem brasileira no Brasil. O filme teve uma continuação de duas partes, Sailor Moon Cosmos, e estreou no Japão a 6 e 30 de junho de 2023.

## Sinopse

### Parte 1
Um eclipse solar ocorre no mês de abril. Enquanto a lua é coberta pelo sol, Usagi e Chibiusa encontram um misterioso pégaso chamado Helios, que procura por duas "donzelas escolhidas" para ajudá-lo a quebrar o selo do Cristal Dourado. "Quero que me ajudes", diz ele, ao aparecer nos sonhos de Chibiusa. Enquanto isso, um grupo misterioso chamado Dead Moon Circus aparece em Juban. Os seus objetivos são espalhar encarnações de pesadelo pelo mundo chamados Lemures, obter o Lendário Cristal Prateado, governar a Terra e a Lua e, eventualmente, o universo. Chibiusa, que foi chamada de "jovem donzela" por Helios, logo começa a desenvolver sentimentos por ele. Mamoru afasta-se de Usagi, temendo que estar perto dela a coloque em perigo.

### Parte 2
As dez Sailor Guardians reúnem-se para a batalha final. No entanto, a Rainha da Lua Morta, Nehelenia, ataca-as com o poder dos seus pesadelos. Enquanto Helios usa a sua última gota de força para salvar a Terra, Usagi é arrastada para o pesadelo de Nehelenia, mas é encorajada pelo forte coração de Tuxedo Mask. Unindo forças com as suas companheiras Super Sailor Guardians, ela transforma-se na Eternal Sailor Moon.

## Elenco de voz
| Personagem                         | Vozes japonesas     | Vozes brasileiras   |
| ---------------------------------- | ------------------- | ------------------- |
| Usagi Tsukino/Super Sailor Moon    | Kotono Mitsuishi    | Ágatha Paulita      |
| Ami Mizuno/Super Sailor Mercury    | Hisako Kanemoto     | Melissa Garcia      |
| Rei Hino/Super Sailor Mars         | Rina Satō           | Denise Reis         |
| Makoto Kino/Super Sailor Jupiter   | Ami Koshimizu       | Fernanda Bullara    |
| Minako Aino/Super Sailor Venus     | Shizuka Itō         | Priscila Concepción |
| Chibiusa/Super Sailor Chibi Moon   | Misato Fukuen       | Úrsula Bezerra      |
| Mamoru Chiba/Tuxedo Mask           | Kenji Nojima        | César Marchetti     |
| Luna                               | Ryō Hirohashi       | Márcia Gomes        |
| Artemis                            | Taishi Murata       | Carlos Silveira     |
| Diana                              | Shoko Nakagawa      | Mariana Zink        |
| Setsuna Meioh/Super Sailor Pluto   | Ai Maeda            | Rita Almeida        |
| Haruka Tenoh/Super Sailor Uranus   | Junko Minagawa      | Adriana Pissardini  |
| Michiru Kaioh/Super Sailor Neptune | Sayaka Ohara        | Márcia Regina       |
| Hotaru Tomoe/Super Sailor Saturn   | Yukiyo Fujii        | Fátima Noya         |
| Pegasus/Helios                     | Yoshitsugu Matsuoka | Diego Lima          |
| Queen Nehelenia                    | Nanao               | Lúcia Helena        |
| Zirconia                           | Naomi Watanabe      | Zayra Zordan        |
| Fish Eye                           | Shouta Aoi          | —                   |
| Tiger's Eye                        | Satoshi Hino        | —                   |
| Hawk's Eye                         | Toshiyuki Toyonaga  | —                   |
| CereCere/Sailor Ceres              | Reina Ueda          | —                   |
| PallaPalla/Sailor Pallas           | Sumire Morohoshi    | —                   |
| JunJun/Sailor Juno                 | Yuko Hara           | —                   |
| VesVes/Sailor Vesta                | Rie Takahashi       | —                   |

### Personagens adicionais
| Personagem     | Vozes japonesas           | Vozes brasileiras |
| -------------- | ------------------------- | ----------------- |
| Xenotime       | Yohei Azakami             | —                 |
| Zeolite        | Ryohei Arai               | —                 |
| Phobos         | Kanami Taguchi            | —                 |
| Deimos         | Shime Yamane              | —                 |
| Mãe de Ami     | Naomi Shindō              | —                 |
| Pai de Rei     | Hirohiko Kakegawa         | —                 |
| Maenads        | Ruriko Noguchi (Maenad 1) | —                 |
| Maenads        | Yūki Hirose (Maenad 2)    | —                 |
| Queen Serenity | Mami Koyama               | —                 |

## Produção

### Desenvolvimento
No website do 25.º aniversário oficial de Sailor Moon, a 25 de janeiro de 2017, foi anunciado que o anime Sailor Moon Crystal iria continuar. Mais tarde, foi revelado a 30 de junho que a quarta temporada conhecida como o arco da Dead Moon, baseado no arco Dream do mangá, iria ser adaptado num filme de anime com duas partes. Também foi revelado que Chiaki Kon, que foi a diretora de projeto da terceira temporada do anime iria regressar como diretora principal do filme.
Com a revelação que a produção do filme tinha sido iniciada a 30 de junho de 2018, foi também revelado que Kazuko Tadano, que lidou com o design dos personagens das duas primeiras temporadas do anime da década de 1990 Sailor Moon e o filme derivado do mesmo anime Sailor Moon R: The Movie, havia sido escolhida como designer de personagens do filme. Um ano depois, foi revelado que teriam mais pessoas na produção da série, sendo elas: a guionista Kazuyuki Fudeyasu; e o diretor de projeto Naoko Takeuchi, sendo a produção dos filmes supervisionada pelos dois, cabendo à Studio Deen co-animar e produzir os filmes com a Toei Animation. Ainda foi revelado que o título oficial para as duas partes do filme seria Sailor Moon Eternal.

### Escolha do elenco
No Japão, a maior parte do elenco de voz do anime Sailor Moon Crystal regressaram para o filme de duas partes, mas por razões desconhecidas, Taishi Murata assumiu a personagem Artemis, papel que era originalmente de Yohei Oobayashi's. Em abril de 2020, foi anunciado que Yoshitsugu Matsuoka iria dar voz ao personagem Pegasus/Helios para o filme. Em agosto de 2020, foi anunciado que Shouta Aoi, Satoshi Hino, and Toshiyuki Toyonaga dariam voz ao Amazon Trio: Fish Eye, Tiger's Eye, and Hawk's Eye. Na semana seguinte, Reina Ueda, Sumire Morohoshi, Yūko Hara, and Rie Takahashi foram anunciadas para dar voz ao Amazoness Quartet: CereCere, PallaPalla, JunJun, and VesVes. Em setembro de 2020, foi anunciado que a comediante japonesa, designer de moda e atriz Naomi Watanabe iria dar voz à vilã Zirconia. No mês seguinte, foi anunciado que a modelo japonesa e atriz Nanao daria voz à Rainha Nehelenia.

### Música
Yasuharu Takanashi regressou para compor a música para as duas partes do filme. O tema de abertura escolhido para as duas partes do filme foi "Moon Color Chainon" interpertado por Momoiro Clover Z e as cinco dobradoras das Inner Sailor Guardians. A música foi escrita por Naoko Takeuchi (sob nome de "Sumire Shirobara"), composta por Akiko Kosaka, e arranjada por Gesshoku Kaigi. O tema de encerramento escolhido para a primeira parte do filme foi "|私たちになりたくて" (Watashi-tachi ni Naritakute), interpretada por Yoko Ishida, e o tema de encerramento escolhido para a segunda parte do filme foi "“らしく” いきましょ" (“Rashiku” Ikimasho), cantada por Anza Ōyama, a primeira Usagi Tsukino/Sailor Moon/Princesa Serenity dos musicais. O álbum de coleção de músicas com onze faixas, intitulado de "Pretty Guardian Sailor Moon Eternal: The Movie Character Song Collection: Eternal Collection", foi lançado a 10 de fevereiro de 2021, e a décima primeira faixa, intitulada de "Moon Effect", interpretada pelas dobradoras das dez Sailor Guardians, é inserida na segunda parte do filme.

## Transmissão
O primeiro filme estava programado para ser lançado nos cinemas japoneses a 11 de setembro de 2020, mas devido à pandemia de COVID-19, a estreia foi adiada para quatro meses depois, a 8 de janeiro de 2021. O segundo filme estreou a 11 de fevereiro de 2021. Em Portugal e no Brasil, foi distribuído digitalmente na Netflix a 3 de junho de 2021.

## Recepção
O primeiro filme estreou no 9.º lugar, ficando no top 10 das bilheterias de fim-de-semana, e ainda ficou em 6.º lugar na classificação de satisfação no primeiro dia de Filmarks, com um índice de aprovação em rating de 3.46 com base em 242 avaliações. No agregador de críticas Rotten Tomatoes, o filme de duas partes possui uma classificação de 100% de rating com base em nove resenhas.
Victoria Johnson, do website Polygon, deu uma revisão positiva, e escreveu "No fundo, Pretty Guardian Sailor Moon Eternal The Movie tem uma mensagem sobre superar o mal com o poder do amor e da amizade. E não há nada mais Sailor Moon do que isso". Lynzee Loveridge, do website Anime News Network, deu uma classificação de aprovação B e escreveu "Pretty Guardian Sailor Moon Eternal é uma entrada sólida no original Sailor Moon que tinha as peças para ser algo ainda melhor. Você pode deixar suas preocupações de lado, pois rotineiramente parece excelente e, ocasionalmente, fantástico". Rosie Knight do website IGN rotulou os dois filmes como uma "boa aventura que possui uma animação deslumbrante, uma narrativa vibrante e o regresso das nossas miúdas mágicas favoritas Sailor Scouts numa conta dupla dinâmica que irá inspirar e entreter". Michael Mammano do website Den of Geek afirmou que Eternal é "uma adaptação apaixonante de um dos melhores arcos do mangá".

## Sequela
No final do segundo filme, durante o seu lançamento nos cinemas japoneses, ficou no ar que iria existir uma sequela, com um teaser-line em inglês, "To be continued...". A 28 de abril de 2022, durante uma livestream no 30.º aniversário de Sailor Moon, a sequela que cobre o arco Stars do mangá, foi anunciada como um filme de anime em duas partes, intitulado de Pretty Guardian Sailor Moon Cosmos The Movie (劇場版「美少女戦士セーラームーンCosmos」, Gekijōban Bishōjo Senshi Sērā Mūn Kosumosu). A primeira parte do filme foi lançada no Japão a 9 de junho de 2023, enquanto que a segunda parte estreou ainda no mesmo mês, no dia 30, respetivamente.